# Rain on Me
"Rain on Me" är en låt framförd av den amerikanska R&B-sångerskan Ashanti, skriven av henne själv, Irving Lorenzo, Andre Parker, Burt Bacharach, Hal David och producerad av Irv Gotti till Ashantis andra studioalbum Chapter II (2003).
"Rain on Me" är en midtempolåt som samplar "The Look Of Love" framförd av Isaac Hayes. I låten sjunger framföraren om sin relation där hon utsätts för kvinnomisshandel. I refrängen sjunger Ashanti; "Rain on me/Lord, won't you take this pain from me/I don't wanna live, I don't wanna breathe/Baby, just rain on me". Spåret valdes som den andra singeln från sångerskans skiva och gavs ut den 19 augusti 2003. "Rain on Me" blev en ytterligare hitlåt för Ashanti vid tidpunkten. I oktobers utgåva av Billboard klättrade låten från en trettonde till tiondeplats på Billboard Hot 100 vilket märkte sångerskans fjärde topp-tio singel på den listan och även låtskrivarna Burt Bacharach och Hal Davids första topp-tio hit på den topplistan sedan "Warning" av Notorious B.I.G. år 1995. Ashantis singel klättrade ytterligare tre placeringar och nådde slutligen en sjundeplats. På USA:s R&B-lista Hot R&B/Hip-Hop Songs nådde låten en andraplats. Ashantis låt nominerades till en Grammy Award i kategorin "Best Female R&B Vocal Performance" men förlorade utmärkelsen till rivalen Beyonce och hennes "Crazy In Love" (2003).
Musikvideon till singeln regisserades av Hype Williams. Flera olika versioner spelades in, däribland en kortfilm. I handlingen syns Ashanti bli misshandlad av sin pojkvän som är avundsjuk på hennes berömmelse.

## Format och innehållsförteckningar
| - Amerikansk CD-singel 1. "Rain On Me" (Full Phatt Remix) - 4:34 2. "Rain On Me" (Junk Yard Dog Remix) - 5:20 3. "Rain On Me" (Album Version) - 4:19 - Amerikansk CD/Maxi-singel 1. "Rain On Me" (Main Version) - 5:05 2. "Rain On Me" (Instrumental Version) - 5:05 3. "Rain On Me" (Call Out Research Hook) - 0:15 | - Europeisk CD-singel 1. "Rain On Me" (Album Version) - 5:05 2. "Rain On Me" (Taz & Vanguard Remix) - 5:05 3. "Baby" - 6:47 4. Video - 5:57 - Brittisk CD-singel 1. "Rain On Me" (Full Phatt Remix) - 4:34 2. "Rain On Me" (Junk Yard Dog Remix) - 5:20 3. "Rain On Me" (Album Version) - 4:19 |

## Topplistor
| Lista (2003)                                | Topp position |
| ------------------------------------------- | ------------- |
| Tysklands singellista                       | 70            |
| Schweiz' singellista                        | 85            |
| Brittiska UK Singles Chart                  | 19            |
| Amerikanska Billboard Hot 100               | 7             |
| Amerikanska Billboard Hot R&B/Hip-Hop Songs | 2             |